# 成寿寺駅
座標: 北緯39度50分45秒 東経116度26分51秒 / 北緯39.84587399999999度 東経116.447531度
成寿寺駅（せいじゅじえき）は、中華人民共和国北京市豊台区に位置する北京地下鉄10号線の駅。

## 駅構造
島式ホーム1面2線を有する地下駅。

## 歴史
- 2012年12月30日 - 開業。

## 隣の駅
北京地下鉄
■10号線
分鐘寺駅 - 成寿寺駅 - 宋家荘駅